# Agnès de Jésus-Marie
 (juillet 2024).
Judith Gigault de Bellefonds, connue en religion sous le nom d'Agnès de Jésus-Marie, née en juillet 1611 à Caen en Normandie et décédée le 24 septembre 1691 à Paris, est une religieuse française du Carmel de l'Incarnation.

## Biographie

### Famille
Judith Gigault de Bellefonds naît d'une famille noble en juillet 1611 à Caen en Normandie. Elle a les yeux bleus, un grand front, un regard vif, un tempérament modéré et une belle intelligence.
Sa mère est Jeanne aux Epaules, dame de l'île Marie. Elle est très pieuse et charitable, et connue pour loger, nourrir et soigner les pauvres dans son hôtel particulier. Son père est Bernard de Bellefonds, seigneur de la Faye, de l'île Marie, du Chef-du-Pont et du Guillin.
Elle a deux sœurs et un frère :
- La marquise Marie de Villars, mère du vainqueur de Denain, très liée à Madame de Sévigné.
- L'abbesse Laurence de Notre-Dame des Anges à Rouen, connue comme la plus éminente religieuse de l'Ordre des bénédictins en France.

- Henri-Robert Gigault, seigneur de Bellefonds, de Gruchy et de Chef-du-Pont, gouverneur de Valognes et intendant de la généralité de Caen. Son neveu est Bernardin Gigault, marquis de Bellefonds, maréchal de France.

Judith de Bellefonds est initiée aux usages de la Cour chez sa tante maternelle, la maréchale de Saint-Gérant. Celle-ci l'introduit à la Cour à l'âge de 12 ans à Paris où elle évolue dans l'entourage de Marie de Médicis. Elle l'accompagne régulièrement au Carmel de l'Incarnation, le couvent des Carmélites du faubourg Saint-Jacques, où elle se lie avec Madame de Bréauté, dite Marie de Jésus, puis la mère supérieure et se trouve une vocation.

### Carmélite
Le 20 janvier 1629, Judith Gigault de Bellefond devient novice à 17 ans et demi au même couvent carmélite grâce à l'appui de la prieure et mère Madeleine de Saint-Joseph auprès de qui elle passe ses premières années et la voit devenir infirme. Etant la veille de la Sainte Agnès, elle endosse le nom de sœur Agnès de Jésus-Marie. Elle reçoit l'habit en mars et fait profession le 2 avril 1630, un an plus tard.
En 1642, elle devient sous-prieure à 30 ans au couvent et devient la conseillère spirituelle de Louise de La Vallière, acquérant ainsi une importante renommée.
Le 18 octobre 1949, elle devient révérente mère supérieure du Carmel à la fin de son second triennat où elle succède à Madeleine de Saint-Joseph. Elle est élue pour la plus longue durée, à savoir 23 ans espacée sur 40 années : de 1649 à 1653, de 1655 à 1672, de 1675 à 1681 et de 1684 à 1690. En effet, Madeleine de Jésus le fut 20 ans et Marie de Jésus 9 ans. Agnès de Jésus-Marie est encore prieure et sous-prieure à plusieurs reprises au cours de sa vie à force de réélection. Sa période, connue comme stricte, constitue l'apogée du couvent en nombre de sœurs et de personnalités religieuses et de la noblesse. Elle refuse notamment sa cousine Mademoiselle de Guide, qui souhaite profiter de son influence et lui offre 100 000 livres.
Elle reçoit différentes personnalités régulièrement comme Mme de Sévigné ou la reine d'Angleterre. L'évêque et écrivain Jacques-Bénigne Bossuet la tient en haute estime et ils correspondent régulièrement.
En 1673, à la suite de la recommandation de son neveu et de Bossuet, elle obtient l'admission de la duchesse Louise de La Vallière au Grand couvent auprès de ses sœurs du Conseil de l'ordre. En effet, le statut de transfuge de la duchesse va à l'encontre de la règle du Carmel qui veut que « les postulantes soient de bonnes mœurs, qu'elles entrent avec l'innocence ou le repentir, mais jamais poussées par de mélancoliques regrets ». Elle plaide alors le changement de vie de la duchesse à la suite de sa longue maladie. La duchesse prononce ses vœux perpétuels le 3 juin 1675.
Elle décède le 24 septembre 1691 à Paris et c'est la mère Marie du Saint-Sacrement, Mlle de La Thuillerie, qui lui succède à la tête du couvent des Carmélites.

## Représentation
- Peinture à l'huile sur toile, Mère Agnès de Jésus Maria (1611-1691), au monastère du Carmel, 27,8cm x 23,3 cm, inscription sur le bord supérieur « La Mère Agnès de Jésus Maria morte le 24 septembre 1691. »[2]

## Armoiries
| Figure | Blasonnement                                                  |
|        | D'azur au chevron d'or accompagné de trois losanges d'argent. |